# Dirent.h
dirent.h – plik nagłówkowy w bibliotece POSIX języka C. Udostępnia funkcje, makra, i struktury, które umożliwiają łatwe trawersowanie katalogów.

## Funkcje
int closedir(DIR* dirp)
Zamyka strumień katalogowy dirp. Po prawidłowym wykonaniu, funkcja zwraca wartość 0, inaczej zwraca -1 i zapisuje kod błędu w zmiennej errno.
DIR* opendir(const char* dirname)
Otwiera strumień do katalogu znajdującego się pod ścieżką dirname. Po prawidłowym wykonaniu, opendir() zwraca wskaźnik do obiektu typu DIR, inaczej zwraca NULL.
struct dirent* readdir(DIR* dirp)
Zwraca wskaźnik do struktury reprezentującej plik w obecnej pozycji w strumieniu dirp i awansuje pozycję na następny plik w kolejce. Zwrócony wskaźnik do obiektu struct dirrent nie powinien być zwolniony. Jeśli nie ma już więcej plików w katalogu, wartość NULL jest zwrócona. Gdy wystąpi błąd, wartość NULL także jest zwrócona i powód jest zapisany w zmiennej errno.
int readdir_r(DIR* dirp, struct dirent* entry, struct dirent** result)
void rewinddir(DIR* dirp)
Ustawia strumień katalogowy na początek.
void seekdir(DIR* dirp, long int loc)
Zmienia pozycję strumienia katalogowego.
long int telldir(DIR* dirp)
Zwraca aktualną pozycję w strumieniu katalogowym.

## Zmienne
| Zmienna                     | Opis                              |
| --------------------------- | --------------------------------- |
| NAME_MAX (lub FILENAME_MAX) | maksymalny rozmiar tablicy d_name |

## Typy danych
W pliku dirent.h istnieją następujące definicje:
- DIR – struktura reprezentująca strumień katalogowy
- struct dirent – struktura, która zawiera:
  - ino_t d_ino – numer i-węzła pliku
  - char d_name[] – nazwa pliku

Na niektórych platformach, struktura struct dirent może mieć także:
- off_t d_off – offset pliku
- unsigned short int d_reclen – rozmiar struktury
- unsigned short int d_namlen – długość pola d_name
- unsigned int d_type – typ pliku